# ヤコブス・バルチウス
ヤコブス・バルチウス (ラテン名：Jacobus Bartschius、1600年頃 - 1633年12月26日) は、ドイツの天文学者・数学者。ドイツ語名 Jakob Bartsch (ヤーコプ・バルチ)。オランダの地図製作者ペトルス・プランシウスらが考案した新星座を世に広めた。

## 生涯
1600年頃、シレジア地方のラウバン (現ポーランド領下シレジア県ルバニ) に生まれ、ストラスブール大学で天文学と医学を学んだ。
1624年に Usus Astronomicus Planisphaerii Stellati というタイトルの著書を出版した。この著書に収められた星図には、1613年にプランシウスが天球儀に描いたきりん座、いっかくじゅう座、おんどり座、ヨルダン座、チグリス座、すずめばち座の6つの星座と、イサーク・ハブレヒト2世が設定した Rhombus (菱形) という星座が描かれていた。そのため、以前はバルチウスがこれらの星座の考案者とされていた。
1627年には、ドイツのアウクスブルクに滞在してユリウス・シラーが『キリスト教星図』を作成する際のアドバイスを行った。また、同年ヨハネス・ケプラーが編集した『ルドルフ表』に収録された南天の恒星目録には、オランダの航海者ペーテル・ケイセルの観測をもとにバルチウスが編集したものが収録されている。
1630年3月12日にケプラーの長女ズザンナと結婚し、ケプラーの研究を手伝った。この年の11月にケプラーが没した後、ケプラーの遺作となった近代科学的小説『夢』 (Somnium, ラテン語で「夢」) を編集した。また、遺されたケプラーの妻のために、彼の遺産から金を作るのを助けた。
1633年、ラウバンにて没。